# NGC 594
NGC 594 је спирална галаксија у сазвежђу Кит која се налази на NGC листи објеката дубоког неба.
Деклинација објекта је - 16° 32' 7" а ректасцензија 1h 32m 57,0s. Привидна величина (магнитуда) објекта NGC 594 износи 13,5 а фотографска магнитуда 14,3. NGC 594 је још познат и под ознакама MCG -3-5-5, IRAS 01305-1647, PGC 5769.